# Akira Tsuchikawa
| Entdeckte Asteroiden: 4          | Entdeckte Asteroiden: 4 |
| -------------------------------- | ----------------------- |
| (20625) Noto                     | 9. Oktober 1999         |
| (49702) Koikeda                  | 4. November 1999        |
| (73782) Yanagida                 | 14. Oktober 19941       |
| (91890) Kiriko Matsuri           | 4. November 1999        |
| [1] zusammen mit Osamu Muramatsu |                         |

Akira Tsuchikawa (jap. 土川啓, Tsuchikawa Akira; * 20. Jahrhundert) ist ein japanischer Astronom.
Er entdeckte zwischen 1994 von 1999 am westjapanischen Mantenboshi-Observatorium (IAU-Code 417) im Dorf Yanagida, das zur Stadt Noto gehört, vier Asteroiden, davon einen zusammen mit Osamu Muramatsu.